# Dagmar Koller

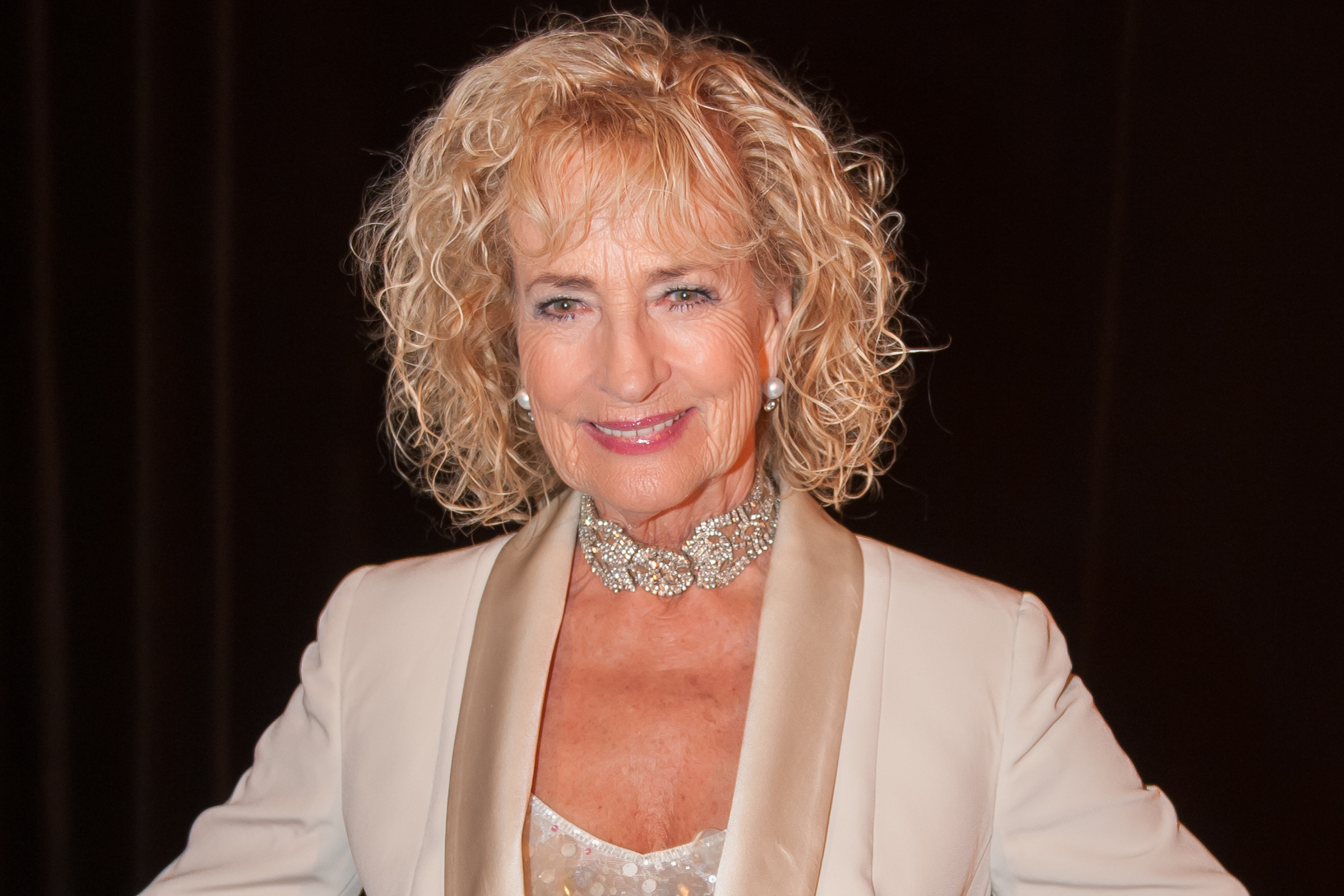
Dagmar Koller (2016)

Dagmar „Dagi“ Zilk-Koller (* 26. August 1939 in Klagenfurt, Kärnten) ist eine österreichische Sängerin, Tänzerin und Schauspielerin.

## Leben
Dagmar Koller wurde als Tochter des Lehrers und Kunstmalers Siegfried Koller (1908–1979) und dessen Frau Mariella, geb. Steidl (1912–2009), in Klagenfurt geboren. Sie besuchte mit sechs Jahren eine Ballettschule. Später studierte sie Tanz, Gesang und Schauspiel an der Wiener Akademie für Musik und Darstellende Kunst. Sie begann ihre Karriere mit 16 Jahren als Ballettelevin an der Wiener Volksoper, wurde dort bald für kleinere Rollen entdeckt und später über die Grenzen Österreichs hinaus bekannt. Von Juli bis November 1964 bereiste sie mit einer Tournee von Wiener Blut mit einer Wiener Produktionsfirma die USA und Kanada. In der Operette Das Land des Lächelns (1964 in Berlin) von Franz Lehár feierte sie Erfolge. Später wirkte sie in zahlreichen Musicals mit, wie My Fair Lady, West Side Story und Sweet Charity.
Die deutschsprachige Erstaufführung von Der Mann von La Mancha, in der Fassung von Robert Gilbert fand am 4. Jänner 1968 im Theater an der Wien in Wien mit den Schauspielern des Burgtheaters, Josef Meinrad in der Titelrolle und Blanche Aubry als Aldonza statt. Dagmar Koller übernahm in der Folge mit Erfolg die Partie der Aldonza. Weitere Bühnenpartner von Dagmar Koller waren Elizabeth Taylor, René Kollo und Udo Jürgens. Sie trat auch in der Fernsehserie Ringstraßenpalais auf.
1979 produzierte das Fernsehen der DDR mit ihr Komm in den Park von Sanssouci - Dagmar Koller singt Robert Stolz, arrangiert wurden die Titel von Günther Fischer, diese Produktion wurde in über 80 Länder verkauft.
Mit der Operette Königin einer Nacht begann sie ihre Fernsehkarriere. Koller moderierte außerdem zahlreiche Fernsehsendungen im ORF, wie Hallo, wie geht’s?. In dieser Sendung plauderte sie mit Publikumslieblingen und Prominenten und zeigte Ausschnitte aus dem Leben der Stars. Zahlreiche Tourneen durch die USA, Japan und Europa (auch zehn Deutschland-Tourneen) festigten ihre Bekanntheit.
Dagmar Koller war von 1978 bis zu dessen Tod 2008 mit Helmut Zilk verheiratet, Wiens Bürgermeister von 1984 bis 1994.
In der österreichischen Fassung von Shrek 2 synchronisierte sie Jennifer Saunders in der Rolle der guten Fee.
Koller war Herausgeberin der monatlich erscheinenden, zum Presse- und Informationsdienst der Stadt Wien im Rathaus gehörenden Zeitschrift Enjoy Vienna / Willkommen in Wien, die Ende 2015 eingestellt wurde.
2018 erschien der Bildband Goldene Zeiten.
Sie wohnt im 1. Wiener Gemeindebezirk und in Albufeira (Portugal).

## Filmografie (Auswahl)
- 1965: Die seltsamen Methoden des Franz Josef Wanninger (Fernsehserie, Staffel 3, Folge 19 als Komparse)
- 1971: Wiener Blut
- 1971: Die Csárdásfürstin
- 1973: Paganini (TV)
- 1974: Das Land des Lächelns in der Rolle als „Mi“ (TV)
- 1974: Tatort – Mord im Ministerium
- 1975: Die gelbe Nachtigall (TV)
- 1977: Das Lächeln einer Sommernacht (A Little Night Music)
- 1978: "Dagmar Koller bittet in den Park von Sanssouci" (TV)
- 1979: Austern mit Senf
- 1980: Ringstraßenpalais
- 1985: Der Leihopa, Folge: Das Rumpelstilzchen
- 1986: Johann Strauß – Der König ohne Krone
- 1991: Immer Ärger mit Nicole
- 1992: Die große Freiheit (Fernsehserie)
- 1993: Hochwürden erbt das Paradies
- 1993: Last Action Hero
- 1994: Radetzkymarsch
- 1996: Hochwürdens Ärger mit dem Paradies
- 2003: Dinner for Two
- 2003: Hochwürden wird Papa
- 2016: Stille Reserven

## Auszeichnungen
- 2015 Großes Ehrenzeichen für Verdienste um die Republik Österreich[12]

## Publikationen
- 2004: Jetzt fängt's erst richtig an: Erinnerungen. Aufgezeichnet von Senta Ziegler, München 2004, ISBN 3784429718.
- 2019: Dranbleiben! Wie man auf dem roten Teppich bleibt – oder elegant runterkollert, aufgezeichnet von Michaela Ernst, Amalthea Signum, Wien 2019, ISBN 978-3-99050-083-5.